# Soi Cowboy
Pour les articles homonymes, voir Cowboy.
Soi Cowboy est un petite rue (soi), quartier chaud de Bangkok en Thaïlande, qui regroupe une quarantaine de go-go bars.
Des scènes pour les films Bangkok Dangerous (2008) et Very Bad Trip 2 (2011) y ont été tournées.